# Carduinae
Carduinae es una subtribu de Cardueae, plantas herbáceas y subarbustos de la subfamilia Carduoideae en la familia Asteraceae. Comprende 29 géneros reconocidos y 1.502 especies aceptadas.

## Descripción
Esta subtribu reúne plantas herbáceas o subarbustos anuales, bienales o perennes, usualmente espinosos y de capítulos homogamos con brácteas involucrales puntiagudas de ápice armado de una espina recta o curvada, las internas ocasionalmente provistas de apéndices escariosos. El receptáculo lleva densas y largas páleas cerdosas. Los flósculos, con corola más o menos actinomorfa, son casi siempre hermafroditas, pero muy raramente los periféricos son radiantes y estériles (Galactites). Pueden también ser, aunque inusualmente, unisexuales y, en este caso, son dioicas. Los filamentos de los estambres son libres y más o menos pubescentes, mientras las ramas de los estilos de los gineceos son soldados en la mayor parte de su longitud. Las cipselas son glabras, truncadas por una placa apical con un reborde más o menos sobresaliente, liso o crenulado, y con o sin un nectario central prominente y persistente. El vilano,  caedizo en bloque, está constituido por cerdas plumosas o escábridas, o plumosas y distalmente escábridas, en una o numerosas filas y soldadas en un anillo basal.

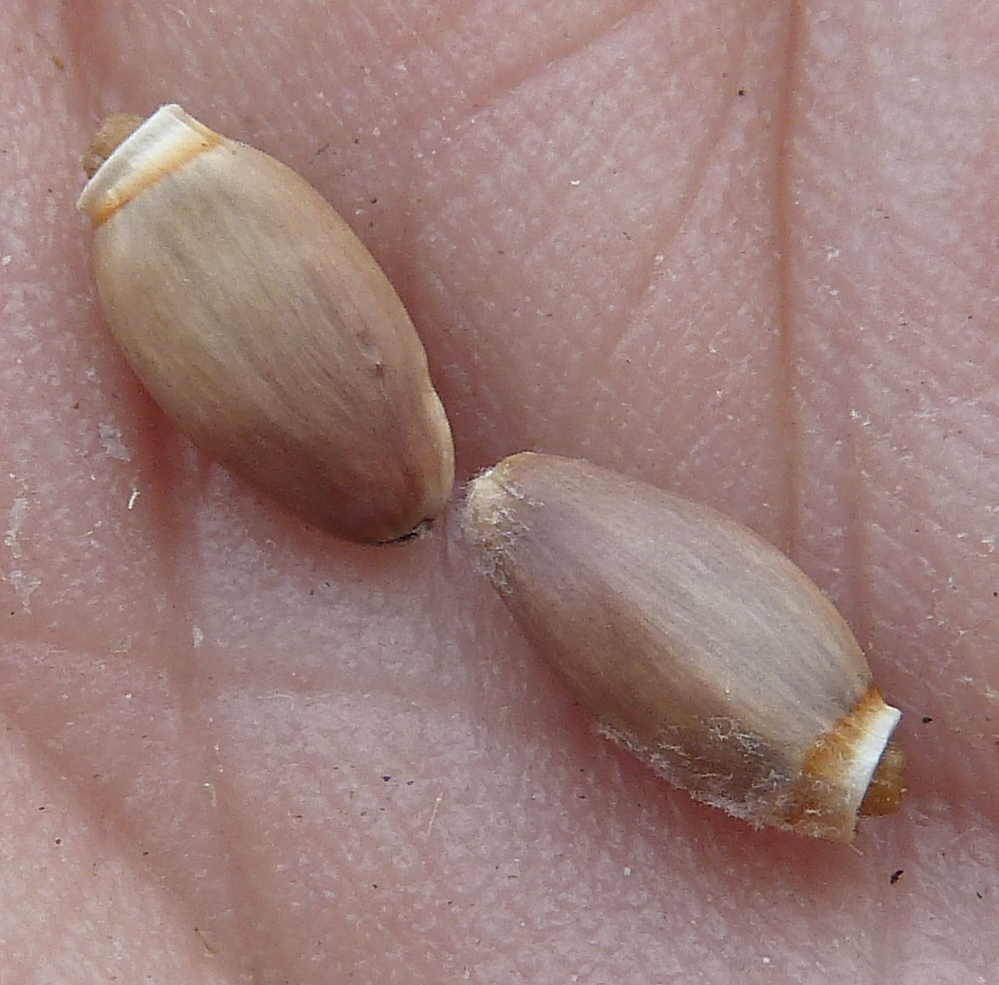
Un ejemplo de cipselas de Carduinae (Silybum marianum) desprovistas de su vilano, muy caedizo.

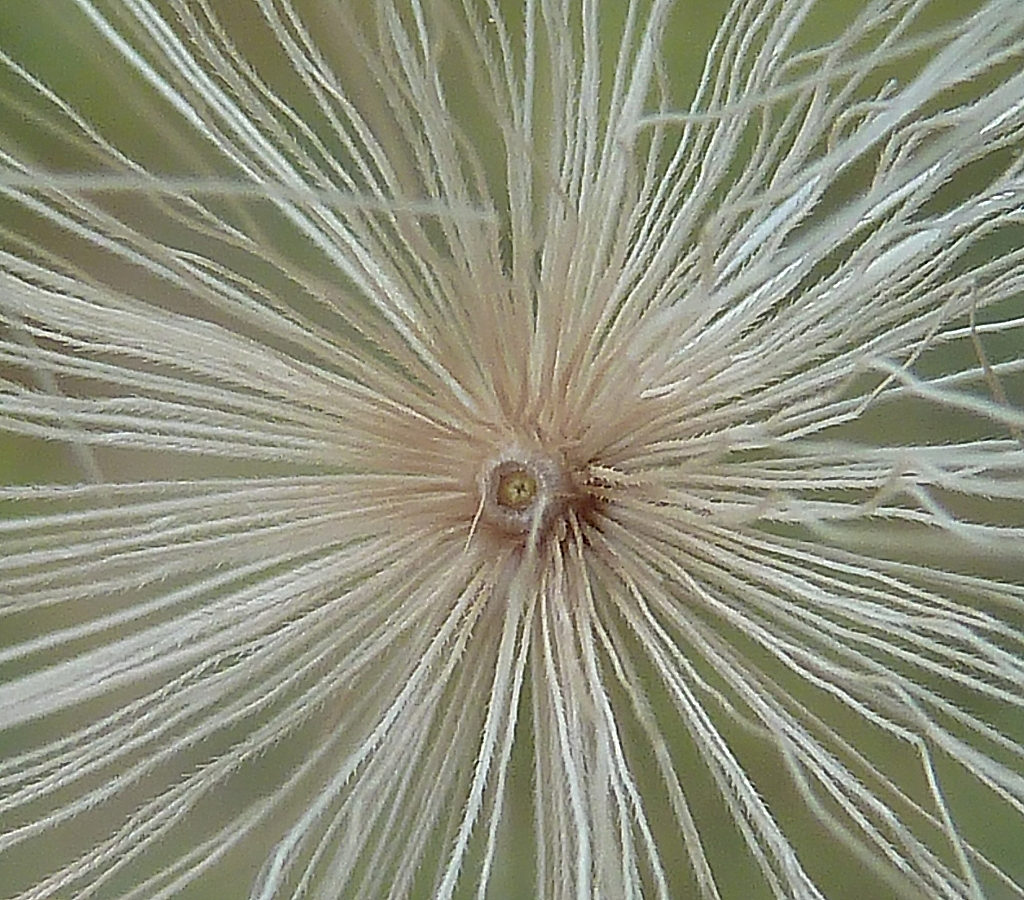
Un ejemplo de vilano caedizo de pelos escábridos, soldados en un anillo basal, de una cipsela de Carduinae, Carduus bourgeanus.

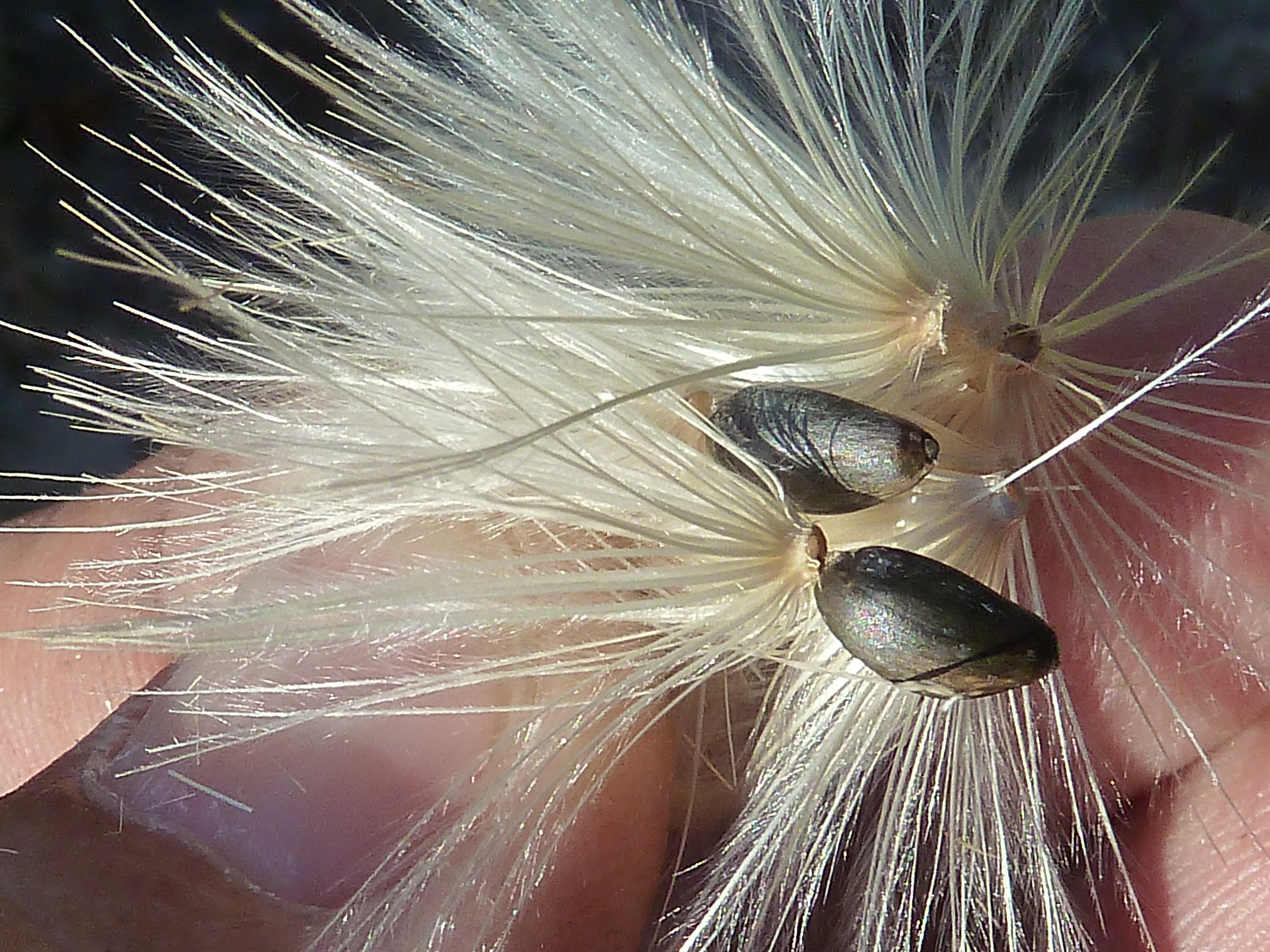
Un ejemplo de cipselas de Carduinae, Cynara scolymus, con vilano caedizo de pelos plumosos en los 2/3 inferiores y distalmente escábridos soldados en un anillo basal.

## Distribución y hábitats
Es de distribución cosmopolita. 

## Taxonomía
Esta subdivisión taxonómica fue establecida primero por Alexandre Henri Gabriel de Cassini como tribu Carlineae y publicada en Journal de Physique, de Chimie, d'Histoire Naturelle et des Arts, vol. 88, p. 152, 1819 y posteriormente clasificada como subtribu Carduineae de la tribu Cardueaceae Cass., 1827 por Barthélemy Charles Joseph Dumortier y publicada en Florula Belgica Operis Majoris Prodromus..., p. 73, 1827 . La grafía Carduinae se impuso
ulteriormente aplicando las resoluciones y recomendaciones del Código Internacional de Nomenclatura para Algas, Hongos y Plantas (ICBN).

## Géneros(con el número de especies aceptadas)
- Alfredia Cass. (8 spp.)
- Amphoricarpos Vis., 1847 (5 spp.)
- Ancathia DC., 1833 (1 sp.)
- Arctium L., 1753 (19 spp.)
- Berardia Vill., 1779 (1 sp.)
- Carduus L., 1753 (130 spp.)
- Chardinia Desf., 1817 (1 sp.)
- Cirsium Mill., 1754 (481 spp.)
- Cousinia Cass., 1827 (87 spp.)
- Cynara L., 1753  (11 spp.)
- Dolomiaea DC., 1833  (15 ssp.)
- Galactites Moench, 1894  (4 spp.)
- Hypacanthium Juz., 1936  (2 spp.)
- Jurinea Cass., 1821 (207 spp.)
- Lamyropappus Knorr. & Tamamsch., 1954  (1 sp.)
- Lamyropsis (Kharadze) Dittrich, 1971  (5 spp.)
- Notobasis (Cass.) Cass., 1825  (1 spp.)
- Olgaea Iljin, 1922  (18 spp.)
- Onopordum L., 1753  (46 spp.)
- Picnomon Adans., 1763  (1 sp.)
- Polytaxis Bunge, 1843  (3 spp.)
- Ptilostemon Cass., 1816 (1 spp.)
- Saussurea DC., 1810 (433 spp.)
- Schmalhausenia C.Winkl., 1892  (1 sp.)
- Siebera J.Gay, 1827  (2 spp.)
- Silybum Vaill., 1754  (2 spp.)
- Staehelina L., 1753 (3 spp.)
- Synurus Iljin , 1926 (3 spp.)
- Syreitschikovia Pavlov, 1933  (3 spp.)
- Tyrimnus Cass., 1826 (1 sp.)
- Xeranthemum L., 1753 (6 spp.)[1][3]